# Camponotus santosi
Camponotus santosi är en myrart som beskrevs av Auguste-Henri Forel 1908. Camponotus santosi ingår i släktet hästmyror, och familjen myror.

## Underarter
Arten delas in i följande underarter:
- C. s. pazosi
- C. s. santosi